# David Linx

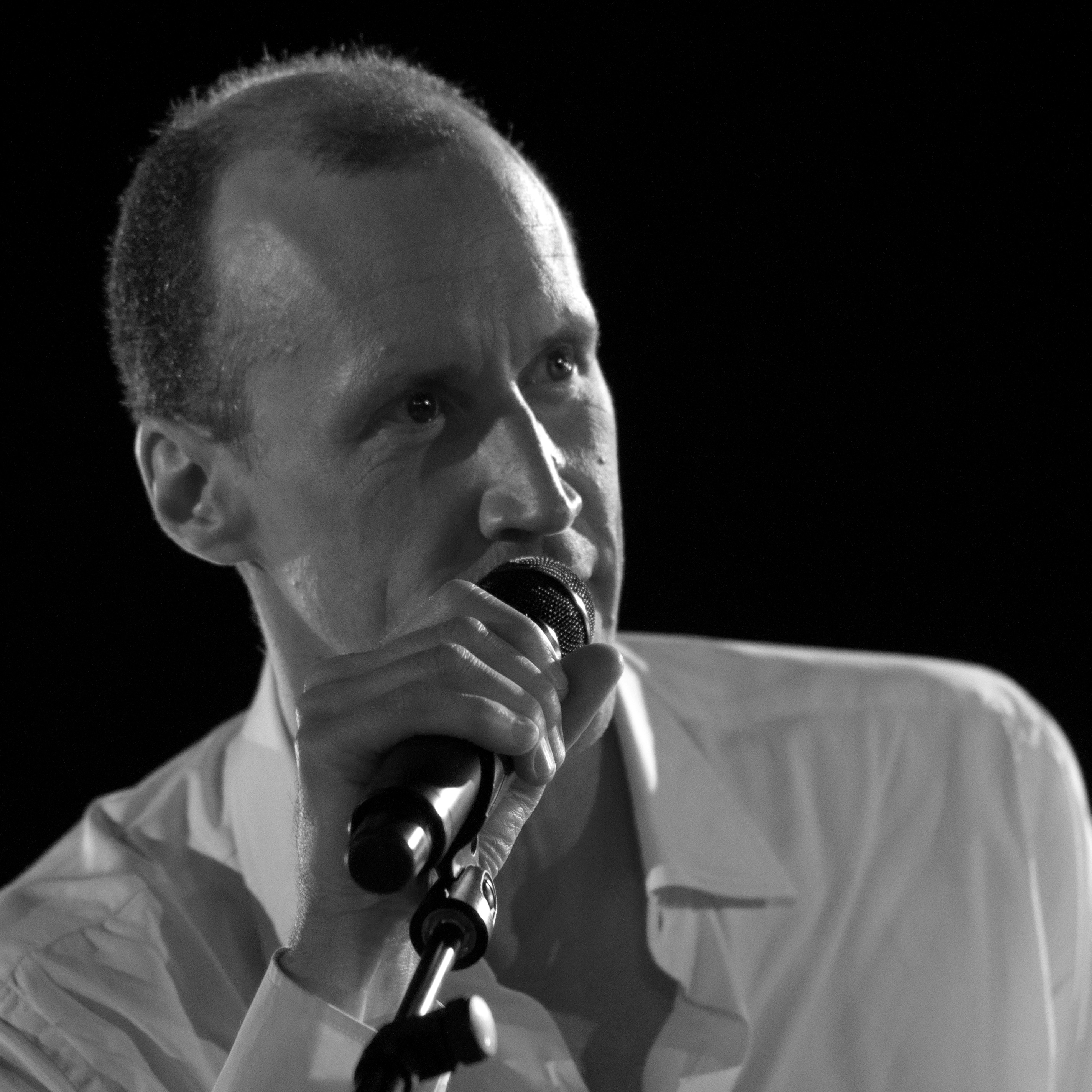
David Linx, 2011

David Linx (* 22. März 1965 in Brüssel als David Gistelinck) ist ein belgischer Jazz- und Chanson-Sänger und Komponist.

## Leben und Wirken
Linx, dessen Vater Elias Gistelinck Komponist und Leiter des Jazzfestivals von Middelheim war, versuchte sich an Klavier, Schlagzeug, Percussion und Flöte, bevor er zum Gesang wechselte, den er am Konservatorium in Brüssel studierte. Linx startete 1988 ein Projekt mit James Baldwin, der seine Gedichte auf Linx’ erster Aufnahme „A Lover´s Question“ 1988 liest. Sein James-Baldwin-Projekt setzte er in den 1980ern u. a. mit Diederik Wissels, Slide Hampton, Steve Coleman, Toots Thielemans, Deborah Brown, der Sängerin Victor Lazlo (auf seinem Album „Where Rivers Join“ 1990) und dem belgischen Gitarristen Pierre Van Dormael fort (der auch Kompositionen beitrug).
Mit dem Trio von Jack van Poll nahm er sein nächstes Album auf (1990). Seit 1992 wird er im Duo von Diederik Wissels begleitet, den er von Kindheitstagen an kennt. Ihre erste gemeinsame Aufnahme „Kamook“ erschien im selben Jahr, ihr Duo-Album „This Time“ 2003 (Le Chant du Monde). Daneben begleitete ihn auch die Pianistin Nathalie Loriers (auf „Standards“ 1997 neben Wissels, „When Time Takes Its Share“ 1991). 1994 erschien sein erstes Album „Up Close“ beim französischen Label Bleu, gefolgt von „From This Day Forward“ 1996 und „Bandarkâh“ 1998, alle im Duo mit Wissels. 2001 erschien „Heartland“ (Emarcy), mit Paolo Fresu, Jon Christensen, Palle Danielsson und Streichquartett (das 2021 als Teil der Geburtstagstrilogie von Fresu wieder veröffentlicht wurde). Auf „One Heart – Three Voices“ von 2005 singt er mit Fay Claassen und Maria Pia De Vito. 2001 veröffentlichte er ein Album mit französischen Chansons „L´instant d´après“. 2021 legte er mit Fay Claassen und der WDR Big Band unter Leitung von Magnus Lindgren das Album And Still We Sing vor. 2024 folgte Real Men Cry, auf dem sich viele Stücke im Zusammenspiel mit der Trompete von Hermon Mehari entwickeln.
Linx komponiert auch Musik für Film und Tanztheater. Er arbeitete u. a. mit der belgischen Band Aka Moon (auf deren Album „Elohim“ 1997), dem Brussels Jazz Orchestra und der belgischen Sängerin Maurane zusammen, aber auch mit Rhoda Scott, André Ceccarelli, Philippe Baden Powell und Maria João. Linx unterrichtet am Konservatorium in Brüssel. Seit 1999 lebt er in Frankreich, das er in einem Interview 2003 „das Land des Jazz“ nannte. Dort nennt er auch als sängerische Einflüsse Ella Fitzgerald, Betty Carter, Cassandra Wilson, Maria João, Joni Mitchell, Shirley Horn und Miles Davis sowie unter Sängern Mark Murphy, Caetano Veloso und Abdel Halim Hafez (Linx singt auch arabisch).

## Preise und Auszeichnungen
2005 wurde Linx mit dem Prix Bobby Jaspar der Pariser Académie du Jazz geehrt. Gemeinsam mit dem Brussels Jazz Orchestra erhielt er 2017 für das Tributalbum Brel den Edison Jazz Award in der Kategorie „Vokal.“